# Assassinato de Carol Cole
Carol Ann Cole (antigamente com alcunha de "Desconhecida de Bossier" ou "Bossier Desconhecida" e oficialmente conhecida como Caso Arquivado no. 81-018329) era uma pre adolescente americana de 17 anos descoberta assassinada no início de 1981 em Bellevue, Bossier Parish, Louisiana. A vítima permaneceu por identificar até 2015, quando os testes de ADN confirmaram a sua identidade. Cole, nativa de Kalamazoo, Michigan, tinha desaparecido de San Antonio, Texas desde 1980. O homicídio de Cole permanece por resolver, apesar da investigação continuar.

## Circunstâncias
Cole e a sua irmã Linda "Jeanie" Phelps vivam em Kalamazoo, Michigan, inicialmente sob o cuidado da sua avó, depois da mãe e o pai se terem divorciado. Mais tarde, Carol decidiu deixar Kalamazoo para acompanhar a sua mãe, Sue, a San Antonio, Texas em 1979 com 15 anos, mas permaneceu em contacto com a sua irmã por telefone. Carol Ann Cole esteve num abrigo para raparigas pelo Programa de Abuso de Drogas de Palmer, também chamado PDAP, na West 23rd St. em Austin, Texas, de Maio a Outubro de 1980. Continuou a ligar e a enviar cartas à sua família, o que acabou em Dezembro de 1980. Foi encontrada pela sua avó em uma localização onde Cole tinha ficado depois de deixar PDAP em Kalamazoo que era uma casa em Shreveport, Louisiana. A sua avó ligou para a residência onde foi informada que Cole tinha saído para ir a uma festa da qual nunca regressou. Linda Phelps e a sua amiga, Patty Thorigton, continuaram a procurar por ela, mas sem sucesso. Cole foi excluída como sendo uma possível vítima não identificada por um examinador médico, por razões desconhecidas.
Algumas fontes disseram que Cole pode ter passado algum tempo numa instituição religiosa conhecida como Escola de Raparigas de New Bethany, que estava localizada em Arcadia, Louisiana. A sua irmã reparou que uma fotografia tirada por volta do desaparecimento de Cole mostra raparigas sentadas em bancos de igreja, e uma delas mostra uma grande semelhança com a sua irmã. Os investigadores seguiram tais pistas. Uma mulher dizia ter passado tempo com a rapariga que se parecia com Cole mas não se lembrava do seu nome. Alguns acreditavam também que os nomes nos sapatos da vítima bem como o estilo de roupa poderia ser devido ao código de vestuário determinado na Escola de Raparigas de New Bethany.

## Descoberta
A 28 de Janeiro de 1981, o corpo de uma vítima adolescente entre os 15 e os 21 anos foi encontrado escondido por árvores em Bellevue, Bossier Parish, Louisiana. Usava calças de ganga, uma camisa branca de mangas compridas com riscas cor de rosa, amarelas e azuis, uma camisola bege com um capuz, sapatos com os nomes "Michael Brisco", "David", "Resha" e "D. Davies", meias brancas com listras azuis e amarelas, boxers curtos, um soutien branco e um cinto de pele com uma fivela que dizia "Buffalo Nickel" com um desenho de um búfalo. Nenhum dos nomes na roupa levava a significados importantes, apesar de se especular terem pertencido a companheiros da desconhecida. A vítima também tinha pintado as unhas antes do homicídio. Foi mais tarde determinado que os sapatos era um tamanho 7 (35,5). Foi encontrada uma faca no solo perto dos restos mortais e pensava-se que fosse um instrumento usado para cometer o crime, porque a vítima tinha sido esfaqueada nove vezes. Muitas das provas recolhidas do local foram destruídas durante um fogo em 2005 no edifício onde estavam guardadas.

## Análise e investigação
Acreditava-se que a vítima era branca com ancestrais índios e foi morta por um trauma forçado aproximadamente 4 a 7 semanas antes do seu corpo ser localizado e o corpo estava num estado avançado de decomposição. Tinha uma altura entre 1,65 e 1,67 metros e pesava entre 56 e 63 quilos, colocando-a com uma estatura normal. A cor do cabelo da vítima foi determinado como sendo "loiro, liso e com altura pelos ombros" e a cor dos olhos  era desconhecida devido ao estado do seu corpo. A rapariga teve trabalho dentário uma vez enquanto viva e pode ter removido o aparelho dos dentes por si mesma ou por alguém não associada a um dentista. Foi mais tarde confirmado que Cole tinha partido o seu aparelho sozinha antes do desaparecimento. Os investigadores tiveram dificuldades em estabelecer a identidade da vítima, porque não existia forma de identificação no local e não havia testemunhas.
Henry Lee Lucas confessou o seu homicídio, o que não era fora do normal, quando disse ser responsável pelas mortes de outras vítimas por identificar, tal como a mulher chamada de Meias Laranjas e a Desconhecida de Caledonia (identificada um mês antes como Tammy Jo Alexander). Lucas não foi considerado credível, porque estava na Flórida quando Cole foi morta e já tinha sido eliminado como suspeito dos homcídios de Alexander e da Meias Laranjas. Devido à decomposição do corpo, a vítima foi reconstruída, primeiro com um modelo a três dimensões e mais tarde com um método digital pela Universidade FACES Lab do Estado do Louisiana. Uma vez possível, foi extraída ADN dos dentes da vítima que foi usado para comparar com pessoas desaparecidas.

## Identificação e desenvolvimentos
A irmã de Cole preencheu um relatório de pessoas desaparecidas por Carol, apesar de se suspeitar que era brincadeira, depois de não ter conseguido localizá-la e o relatório também entrou no Sistema Nacional de Pessoas Desaparecidas e por Identificar, abreviado como NAMUS. Ela e a amiga de infância de Cole, também usaram o Facebook, bem como a Craigslist para alertar e saber informação sobre o caso. A avó que estava determinada em encontrar Cole acabou por morrer, mas Jeanie Phelps continuou com um forte interesse em encontrar a sua irmã. Entretanto, a 6 de Fevereiro de 2015, o departamento do xerife local em Bossier Parish começou com uma página do Facebook em esforço para identificar a jovem rapariga, chamando-lhe a "Desconhecida de Bossier". Dias depois da criação da página de Facebook, mais de 500 pessoas tinham "ficado amigas" da conta da Desconhecida de Bossier. O número aumentou para bem mais de 1000 em menos de uma semana. A 6 de Fevereiro, uma operadora do 911 chamada Linda Erickson viu a página do Facebook com a imagem da Desconhecida de Bossier, e depois notificou os detectives quando reparou numa conta na Craigslist com uma foto de Carol Ann. Tinha sido um anúncio na Craigslist que Patty Thorington, uma amiga da irmã de Carol, tinha posto numa tentativa de encontrar alguma informação sobre o paradeiro da rapariga desaparecida. A 13 de Fevereiro, Thorington disse que alguém do departamento do Xerife lhe enviou um email sobre o caso da Desconhecida de Bossier.
Os testes de ADN foram então conduzidos depois dos investigadores se virarem para a família de Cole, usando o perfil da vítima com os dos pais. Depois dos testes estarem completos, foi anunciado que Cole e a Desconhecida de Bossier eram na verdade a mesma pessoa. Depois deste anúncio, uma conta da Go Fund Me foi criada para a despesas de um novo enterro e pedra para a campa da vítima, porque a família tinha dificuldades para pagar os meios para transportar o corpo de Cole e a pedra da campa. Cole foi mais tarde enterrada no Cemitério de Maple Grove em Comstock Township, Michigan a 18 de Junho de 2015, depois de uma missa.
Desde a identificação de Cole, a investigação está agora virada para localizar o responsável pela sua morte. Frances Aucoin, cujo pai, John Chesson, descobriu os restos mortais de Cole juntamente com o seu irmão, disse aos oficiais que suspeitava que ele tivesse sido responsável pela morte da vítima. A polícia confirmou que Chesson é considerada uma pessoa de interesse no caso, especialmente por causa da acusação da morte da mulher em 1997, mas ainda não o consideram como suspeito principal. Aucoin acredita que Chesson decidiu ir caçar pela primeira vez com as suas crianças para estabelecer a sua inocência encontrando o corpo da vítima e reportando-o à polícia. Ela foi a outros detalhes, descrevendo o seu pai como abusivo e que acredita que uma jovem mulher que ele tinha trazido a casa seja Cole, a quem tinha dado boleia. O irmão de Aucoin, uma testemunha da descoberta do corpo, suicidou-se em 2008. Chesson está actualmente preso em prisão perpétua pela morte da mulher, que aconteceu em 1997.